# Eudendrium cyathiferum
Eudendrium cyathiferum is een hydroïdpoliep uit de familie Eudendriidae. De poliep komt uit het geslacht Eudendrium. Eudendrium cyathiferum werd in 1904 voor het eerst wetenschappelijk beschreven door Elof Jäderholm.
De soort werd in 1902 gevonden bij Zuid-Georgia tijdens de Zweedse Antarctica-expeditie van 1901-1903.